# Mourning Dove
Mourning Dove és el nom amb què fou coneguda Christine Quintasket/ Humishuma (Reserva Colville, 1888-1936), una índia okanogan que va aprendre l'anglès d'un blanc adoptat per la tribu. Anà a escola i va fer treballs temporals fora de la reserva. Fou la primera dona escollida al consell tribal Colville i escriptora de cert renom, autora de Cogewea, the Half-Blood: A Depiction of the Great Montana Cattle Range (1927), Coyote Stories (1933), Tales of the Okanogans (1976) i Mourning Dove: A Salishan Autobiography(1990).